# Micha Ende

Micha Ende, Argentinien 2011

Micha Ende (* 14. April 1959 in Leipzig) ist ein deutsch-brasilianischer Fotograf, Journalist, Dokumentarfilmer und Kurator, der vor allem für seine sozialdokumentarischen Arbeiten in den BRICS-Staaten bekannt ist.

## Leben und Arbeit
Micha Ende studierte von 1978 bis 1981 Visuelle Kommunikation und Fotografie an den Universitäten Wuppertal und Dortmund. Während dieser Zeit absolvierte er seinen Zivildienst im Kulturzentrum Die Börse in Wuppertal (1978–1979), wo er als Chefredakteur des Börsenblatts und als Mitglied des Programmbeirats tätig war.
Von 1980 bis 1983 arbeitete er als Fotograf für die Zeitung Westdeutsche Allgemeine Zeitung (WAZ) sowie als Reporter für Kultur- und Musikmagazine wie Marabo und Überblick. Später, zwischen 2013 und 2017, schloss er ein Bachelor- und Masterstudium mit Schwerpunkt Fotografie und Kunstgeschichte an der Fachhochschule Bielefeld ab.
Seine fotografische Karriere begann 1984 mit der Ausstellung Faces of Lisbon, die in den Goethe-Instituten von Lissabon, Porto und Coimbra gezeigt wurde. Seit 1987 veröffentlicht er Reportagen in renommierten Magazinen wie STERN, GEO und SPIEGEL. Zu seinen bekanntesten Serien gehört Rio by Night (1995–2005), die das verborgene und verbotene Nachtleben von Rio de Janeiro dokumentiert.
1990 wurde er Mitglied der Agentur Bilderberg, für die er Fotoprojekte in Ländern wie Kuba und Australien realisierte. 1997 vertiefte er seine Kenntnisse der Dokumentarästhetik an der Escuela Internacional de Cine y Televisión in Kuba.
1998 gründete er die Produktionsfirma Camera Viva in Rio de Janeiro. Über diese produzierte er Dokumentarfilme für deutsche Sender wie ZDF, WDR und RTL. Sein Langfilm The Wine of the Souls (2005–2007), der den Santo-Daime-Kult thematisiert, wurde auf internationalen Festivals gezeigt.
Seit 2008 leitet er das zentrale Projekt Distant Neighbours, das soziale und ökologische Fragen in den BRICS-Staaten untersucht. Das Projekt umfasst unter anderem einen Dokumentarfilm über soziale Ungleichheit in Rio de Janeiro, Peking und Pune, namens Waste & Wealth (2011–2017) und Harvest Handmade (2019–2024) mit einem Fokus auf ökologische Landwirtschaft.
Zwischen 2011 und 2013 war er Gastprofessor an der Communication University of China in Nanjing. 2014 hielt er Vorträge am Shanghai Institute of Visual Arts.
Im Jahr 2024 gründete er den Verein Distant Neighbours e.V. mit Sitz in Köln und Rio de Janeiro.

## Ausstellungen (Auswahl)
- 1984: Faces of Lisbon – Goethe-Institut (Lissabon, Porto und Coimbra)
- 2008–2012: Rio by Night – Tops Festival Shen Yang (China), Pirenópolis Photo Festival (Brasilien), Luo Ping International Photo Festival (China) und Lanzhou Cultural Center (China)
- 2011: Waste and Wealth – Chongqing
- 2019: Distant Neighbours – Köln[4]
- 2023: Harvest Handmade – Köln

## Veröffentlichungen
- Planet Gericinó (2014)
- Käferland Brasilien (2018)